# Yan Mingyong
Yan Mingyong (né le 24 mars 1985) est un gymnaste chinois, spécialiste notamment des anneaux.
Il est premier au concours général par équipes lors des Championnats du monde à Rotterdam où il termine 2e aux anneaux. Il remporte également le titre par équipes en 2011.